# Oncopera
Oncopera é um gênero de mariposas da família Hepialidae. Todas as doze espécies descritas são endêmicas da Austrália.

## Espécies
- Oncopera alboguttata
- Oncopera alpina
- Oncopera brachyphylla
- Oncopera brunneata
- Oncopera epargyra
- Oncopera fasciculatus
- Oncopera intricata
- Oncopera intricoides
- Oncopera mitocera
- Oncopera parva
- Oncopera rufobrunnea
- Oncopera tindalei